# Fearless Vampire Killers
Fearless Vampire Killers es una banda proveniente de Inglaterra de Rock Alternativo formada en Londres el 2008 y compuesta por Laurence Beveridge (vocalista y guitarra rítmica), Kier Kemp (vocalista y guitarra rítmica), Drew Woolnough (bajista), Cyrus Barrone (guitarra líder) y Luke Illingworth (baterista). El nombre de la banda viene de la película de Roman Polanski The Fearless Vampire Killers.

## Discografía

### Álbumes
- Militia of the Lost (2012)[2]

1. "Necromania"
2. "Could We Burn, Darling?"
3. "Concede. Repent. Destroy."
4. "Bleed Till Sunrise"
5. "Bite Down On My Winchester (There's A Reckoning A'Coming)"
6. "Castle on Fire"
7. "Even Ghosts Forget (The Empire For A Kiss)"
8. "Fetish For The Finite"
9. "Bow Ties On Dead Guys"
10. "The Pleasure Of The Pain"
11. "At War With The Thirst"
12. "Mascara Tears And Vanilla Spice"

### EP
- In Grandomina... (2010)[3]

| N.º | Título                           | Duración |  |
| 1.  | «Faces In The Dirt»              | 3:02     |  |
| 2.  | «Palace In Flames»               | 3:24     |  |
| 3.  | «Interlude (Feat. Crystal Bats)» | 0:47     |  |
| 4.  | «Don Teriesto»                   | 4:27     |  |
| 5.  | «Fearless Vampire Killers»       | 3:44     |  |

- ... The Blood Never Dries (2011)[4]

| N.º | Título                     | Duración |  |
| 1.  | «...»                      | 0:18     |  |
| 2.  | «A Study In Dystopia»      | 2:52     |  |
| 3.  | «Bleed Till Sunrise»       | 3:06     |  |
| 4.  | «Concede, Repent, Destroy» | 4:03     |  |
| 5.  | «Fetish For The Finite»    | 3:13     |  |

- Exposition: The Five Before The Flames (2013)[5]

| N.º | Título                                       | Escritor(es)       | Duración |  |
| 1.  | «The Pilot: P-Train»                         | Luke Illingworth   | 5:08     |  |
| 2.  | «The Thief: Merchants Of Decay»              | Kier Kemp          | 3:44     |  |
| 3.  | «The Mechanist: Handlung (Stargazer)»        | Cyrus Barrone      | 4:16     |  |
| 4.  | «The Vigilante: Death Or Disgrace»           | Drew Woolnough     | 4:56     |  |
| 5.  | «The Prince: Diamond Dust And Crimson Reign» | Laurence Beveridge | 3:33     |  |

### Singles
| Fecha del lanzamiento   | Canción                                   | Productor                                       | Discográfica       |
| ----------------------- | ----------------------------------------- | ----------------------------------------------- | ------------------ |
| 30 de noviembre de 2009 | I Am Gonna Leave You                      | Paul Tipler                                     | Self Released      |
| 26 de marzo de 2012     | Bow Ties on Dead Guys                     | Ben Humphreys, James Billinge and John Mitchell | Goremount Records  |
| 11 de junio de 2012     | Could We Burn, Darling?                   | Ben Humphreys, James Billinge and John Mitchell | Goremount Records  |
| 5 de noviembre de 2012  | Exploding Heart Disorder/Palace In Flames | Ben Humphreys, James Billinge and John Mitchell | Goremount Records  |
| 25 de enero de 2013     | Diamond Dust and Crimson Reign            | Ben Humphreys, James Billinge and John Mitchell | Gouremount Records |

### Álbumes de recopilación
| Fecha del lanzamiento | Compilación                 | Productor   | Track                          |
| --------------------- | --------------------------- | ----------- | ------------------------------ |
| Junio de 2010         | Big Cheese Mix Tape         | Josh Friend | Palace in Flames               |
| Marzo de 2012         | Rock Sound 100% Volume: 159 | —           | Fetish for the Finite          |
| Abril de 2013         | Rock Sound 100% Volume: 172 | —           | Diamond Dust and Crimson Reign |